# 香堆镇
香堆镇，是中华人民共和国西藏自治区昌都市察雅县下辖的一个乡镇级行政单位。

## 行政区划
香堆镇下辖以下地区：
香堆社区、拉西村、果日村、当佐村、达巴村、嘎查村、热孜村、坤达村、学龙村、旺布村、仁达村和仁江村。